# Rząd Simona Harrisa
Rząd Simona Harrisa – rząd Irlandii funkcjonujący od 9 kwietnia 2024 do 23 stycznia 2025. Był gabinetem tworzonym przez koalicję Fianna Fáil (FF), Fine Gael (FG) i Partię Zielonych (GP). Zastąpił drugi rząd Leo Varadkara.
W wyborach parlamentarnych z 8 lutego 2020 podobną liczbę mandatów uzyskały FF, Sinn Féin i rządząca dotąd FG. Koalicję ostatecznie zawarły Fianna Fáil oraz Fine Gael (konkurujące ze sobą przez wiele lat), a także Partia Zielonych. Na czele gabinetu stanął lider FF Micheál Martin, a pod koniec 2022 zastąpił go przywódca FG Leo Varadkar (rotację tę ustalono w porozumieniu koalicyjnym).
20 marca 2024 Leo Varadkar zrezygnował z funkcji lidera partii. Zadeklarował także złożenie dymisji ze stanowiska premiera, co nastąpiło 8 kwietnia. Następnego dnia na urzędzie premiera zastąpił go nowy lider FG Simon Harris. Tego samego dnia doszło do zaprzysiężenia jego gabinetu (tworzonego przez dotychczasowych koalicjantów).
Po wyborach parlamentarnych z 29 listopada 2024 został zastąpiony przez drugi rząd Micheála Martina.

## Skład rządu
Premier i ministrowie
- Taoiseach: Simon Harris (FG)
- Tánaiste, minister spraw zagranicznych i minister obrony: Micheál Martin (FF)
- Minister środowiska, klimatu i komunikacji, minister transportu: Eamon Ryan (GP)
- Minister ds. wydatków publicznych, realizacji narodowego planu rozwoju i reform: Paschal Donohoe (FG)
- Minister finansów: Michael McGrath (FF, do czerwca 2024), Jack Chambers (FF, od czerwca 2024)[8]
- Minister przedsiębiorczości, handlu i zatrudnienia: Peter Burke (FG)
- Minister edukacji: Norma Foley (FF)
- Minister ds. mediów, turystyki, sztuki, kultury i sportu oraz odpowiedzialny za Gaeltacht: Catherine Martin (GP)
- Minister mieszkalnictwa, samorządów i dziedzictwa: Darragh O’Brien (FF)
- Minister ochrony socjalnej, rozwoju obszarów wiejskich i wysp: Heather Humphreys (FG)
- Minister rolnictwa, żywności i gospodarki morskiej: Charlie McConalogue (FF)
- Minister ds. dzieci, niepełnosprawnych, równości i integracji: Roderic O’Gorman (GP)
- Minister zdrowia: Stephen Donnelly (FF)
- Minister szkolnictwa wyższego, innowacji i badań naukowych: Patrick O’Donovan (FG)
- Minister sprawiedliwości: Helen McEntee (FG)

Uczestnicy posiedzeń gabinetu bez prawa głosu
- Government chief whip: Hildegarde Naughton (FG)
- Minister stanu w departamencie transportu oraz departamencie środowiska, klimatu i sieci komunikacyjnych: Jack Chambers (FF, do czerwca 2024)
- Minister stanu w departamencie w departamencie przedsiębiorczości, handlu i zatrudnienia: Dara Calleary (FF, od czerwca 2024)[10]
- Minister stanu w departamencie rolnictwa: Pippa Hackett (GP)
- Prokurator generalny: Rossa Fanning